# Національний музей Ємену

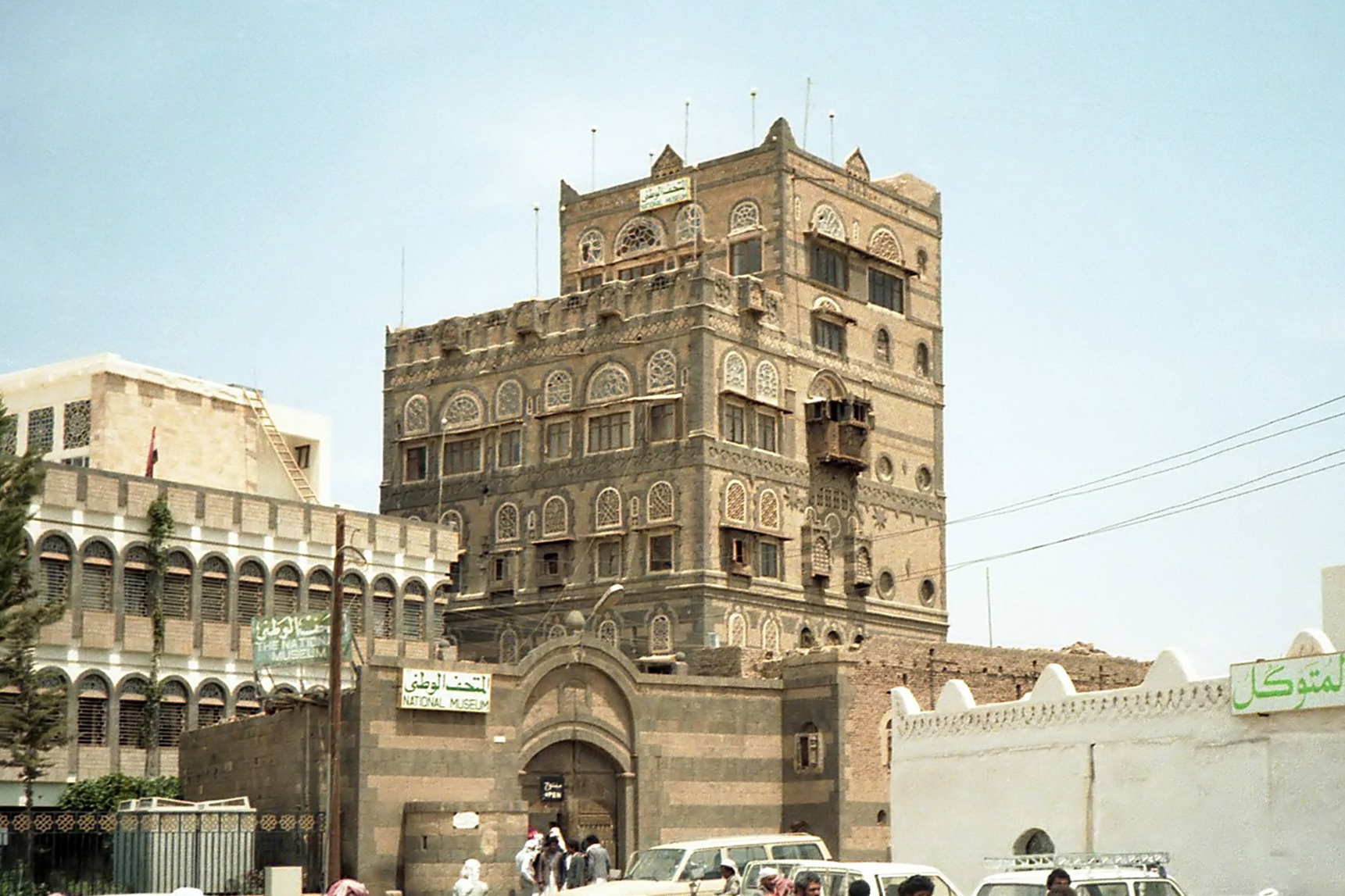
Палац Дар аль-Шукр, попереднє місце розташування національного музею Ємену в Сані.

Націона́льний музе́й Є́мену (араб. المتحف الوطني اليمني) у Сані, Ємен, заснований у 1971 році у Дар аль-Шукр (Палац вдячності), який був одним із палаців єменського імама. Він розташований біля купола мечеті Куббат аль-Мутавакіль на площі Аль-Тахрір у центрі міста.
Нещодавно музей переїхав до сусідньої будівлі під назвою Дар Аль-Сада (Палац щастя). Переїзд у нещодавно відремонтований палац зумовлений тим, що він має у своєму розпорядженні необхідний простір для розміщення дедалі більшої кількості артефактів з історії Ємену.
Музей містить артефакти стародавнього Ємену, зібрані з різних археологічних розкопок. Національний музей складається з чотириповерхової будівлі, і його приміщення відведено для експозиції рідкісних артефактів і пам'яток. Серед експонатів — артефакти єменського імама, артефакти з Марібу, стародавніх королівств Ємену та артефакти епохи ісламських держав.
Дар аш-Шукр був перетворений на Музей національної спадщини в 1991 році, але протягом багатьох років був зачинений через відсутність необхідних підготовчих робіт і капітального ремонту.
Станом на 2007 рік у музеї зберігалося понад 30 тисяч предметів старовини.
Музей був закритий у 2011 році через єменську революцію та офіційно відкрився через 12 років, у 2023 році.

## Галерея
Сабейські артефакти, представлені в музеї:

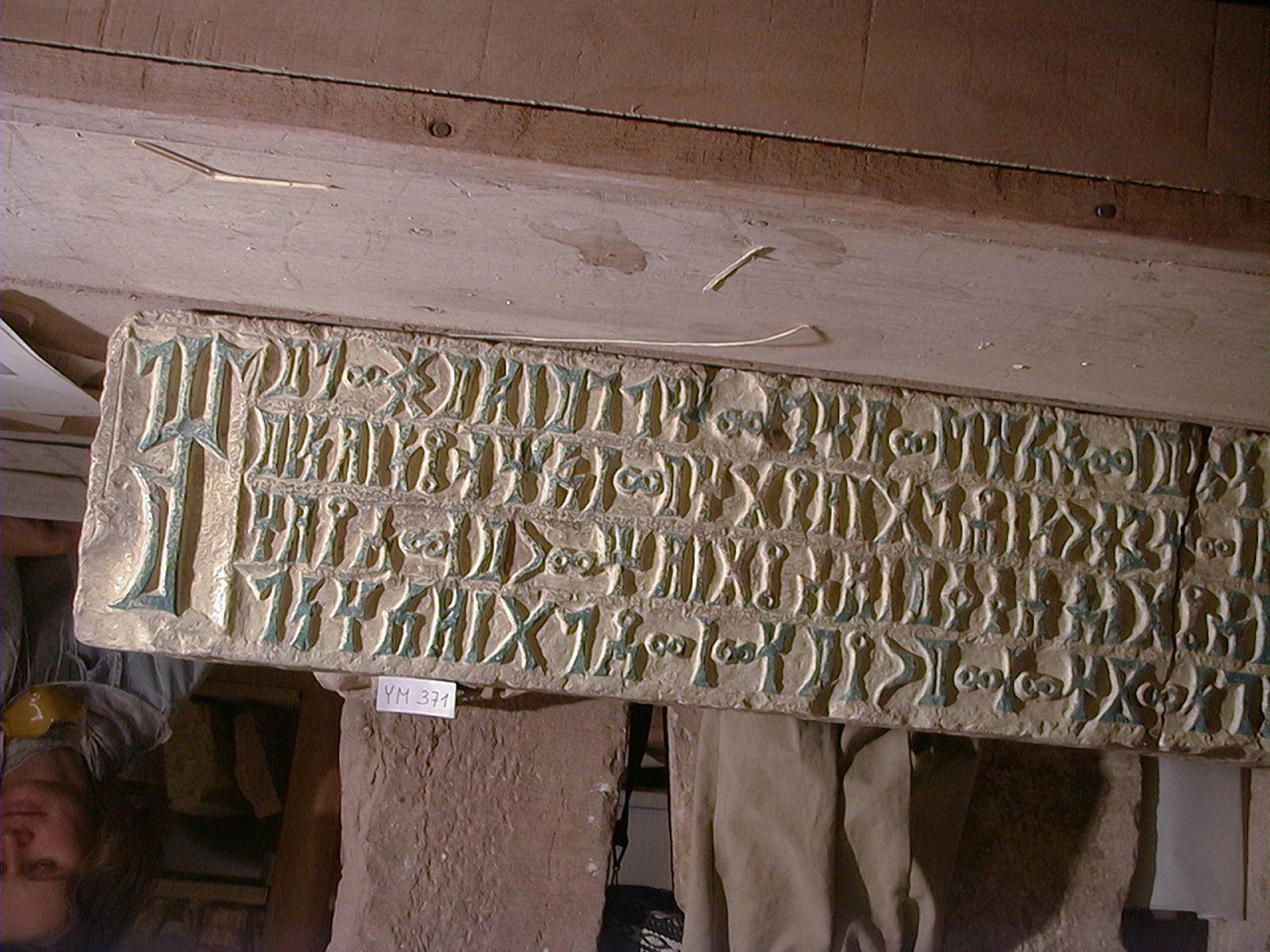
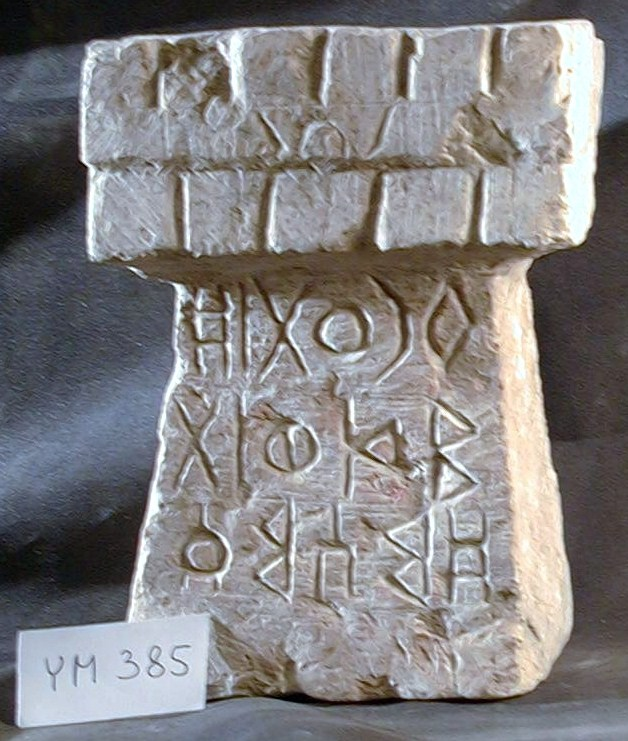
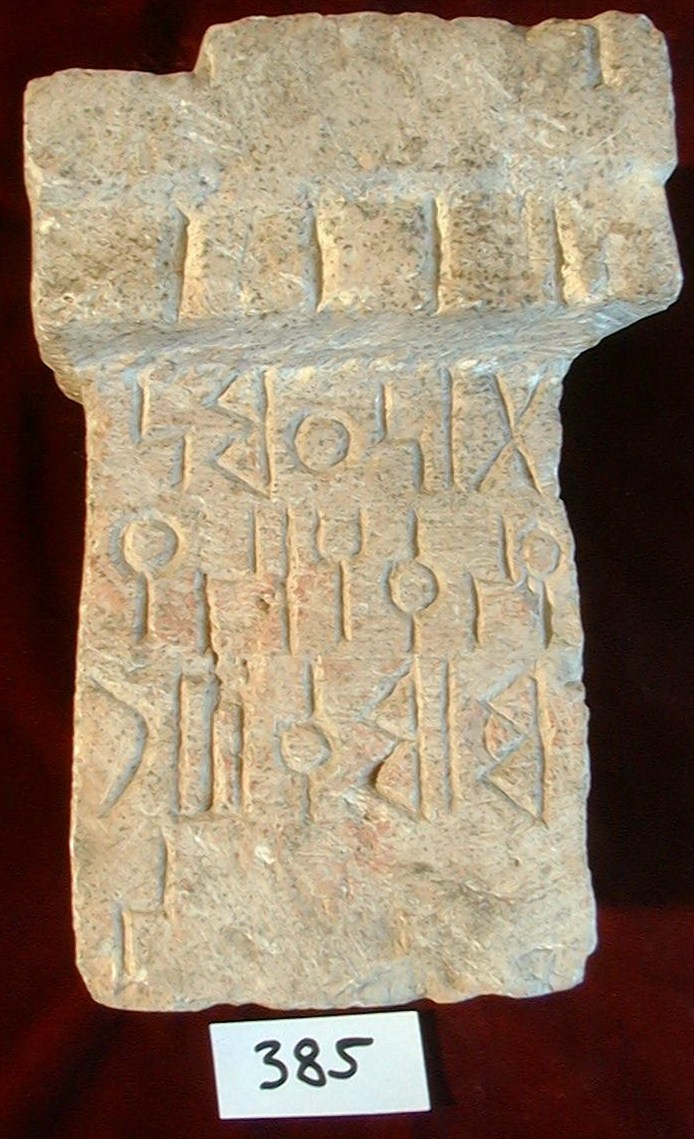
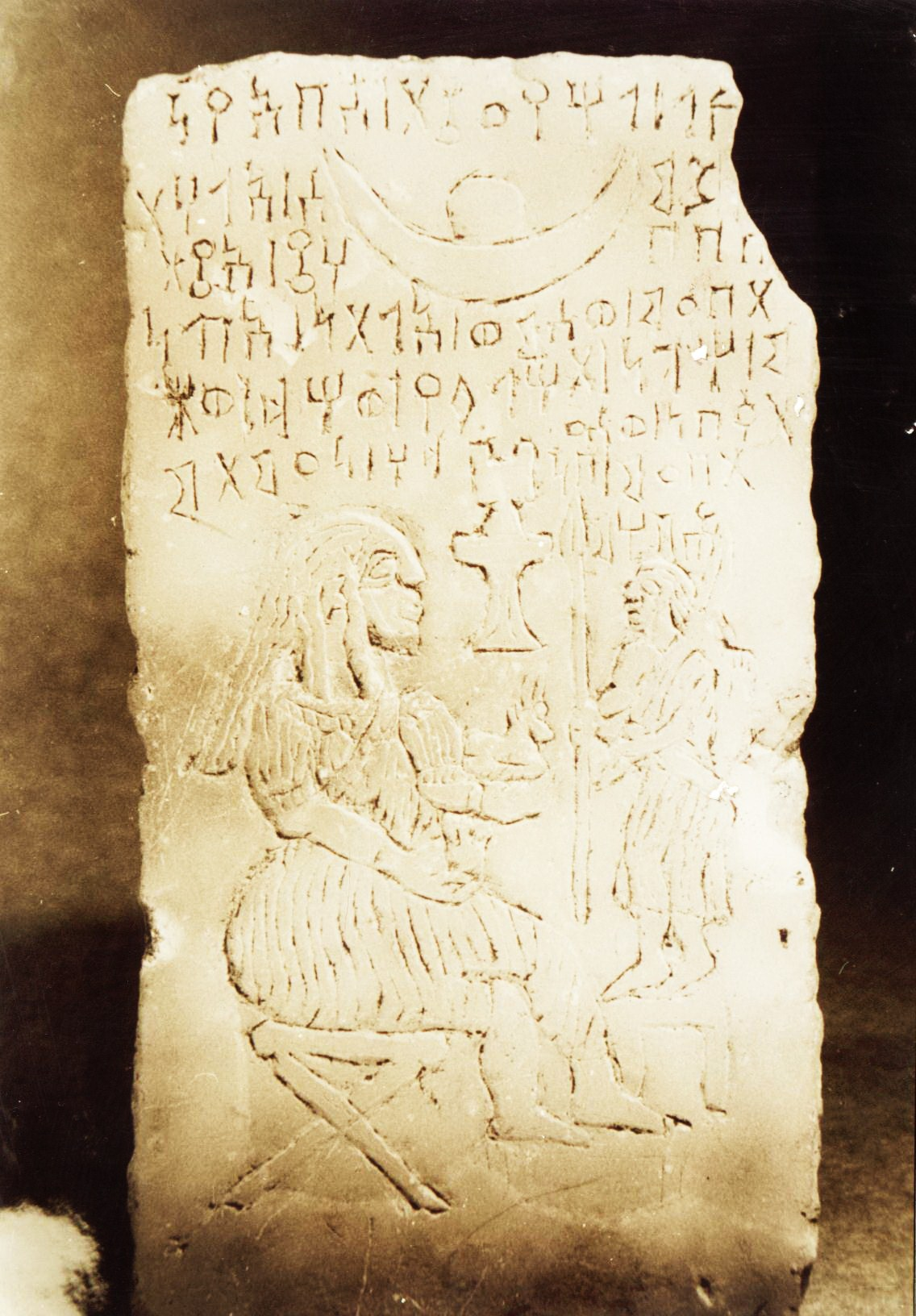
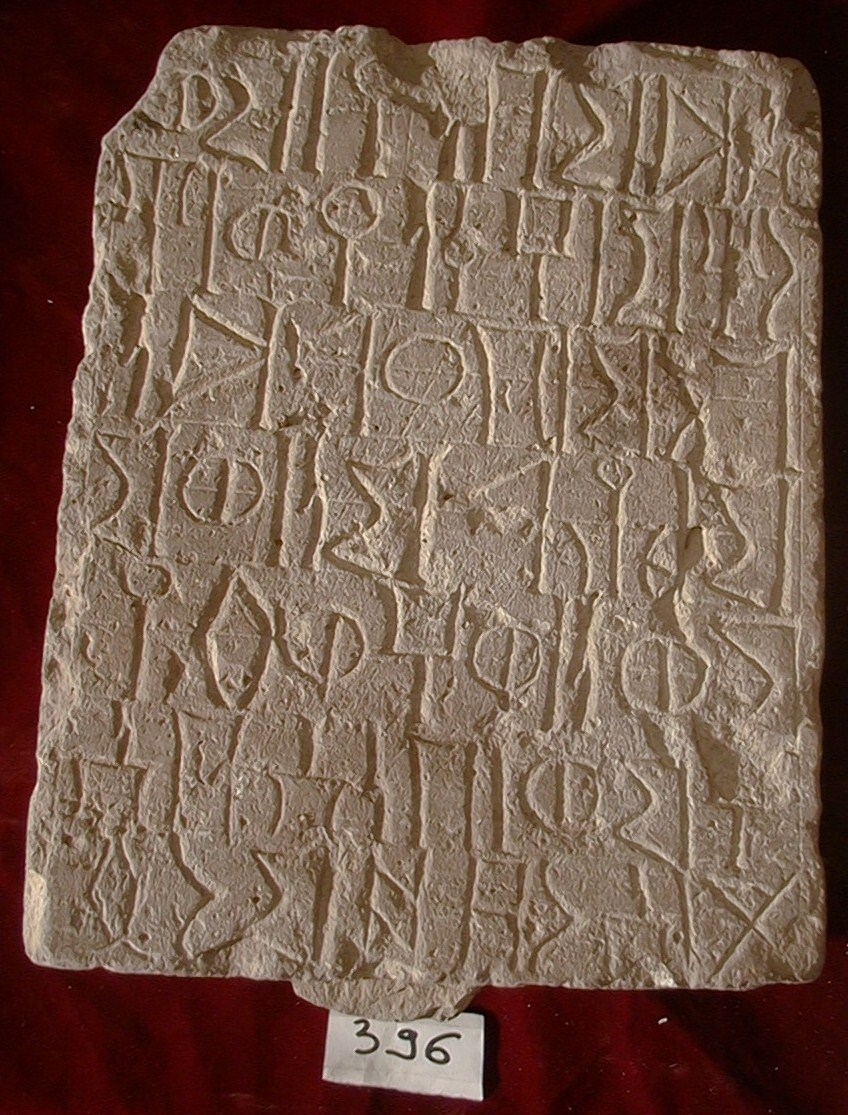
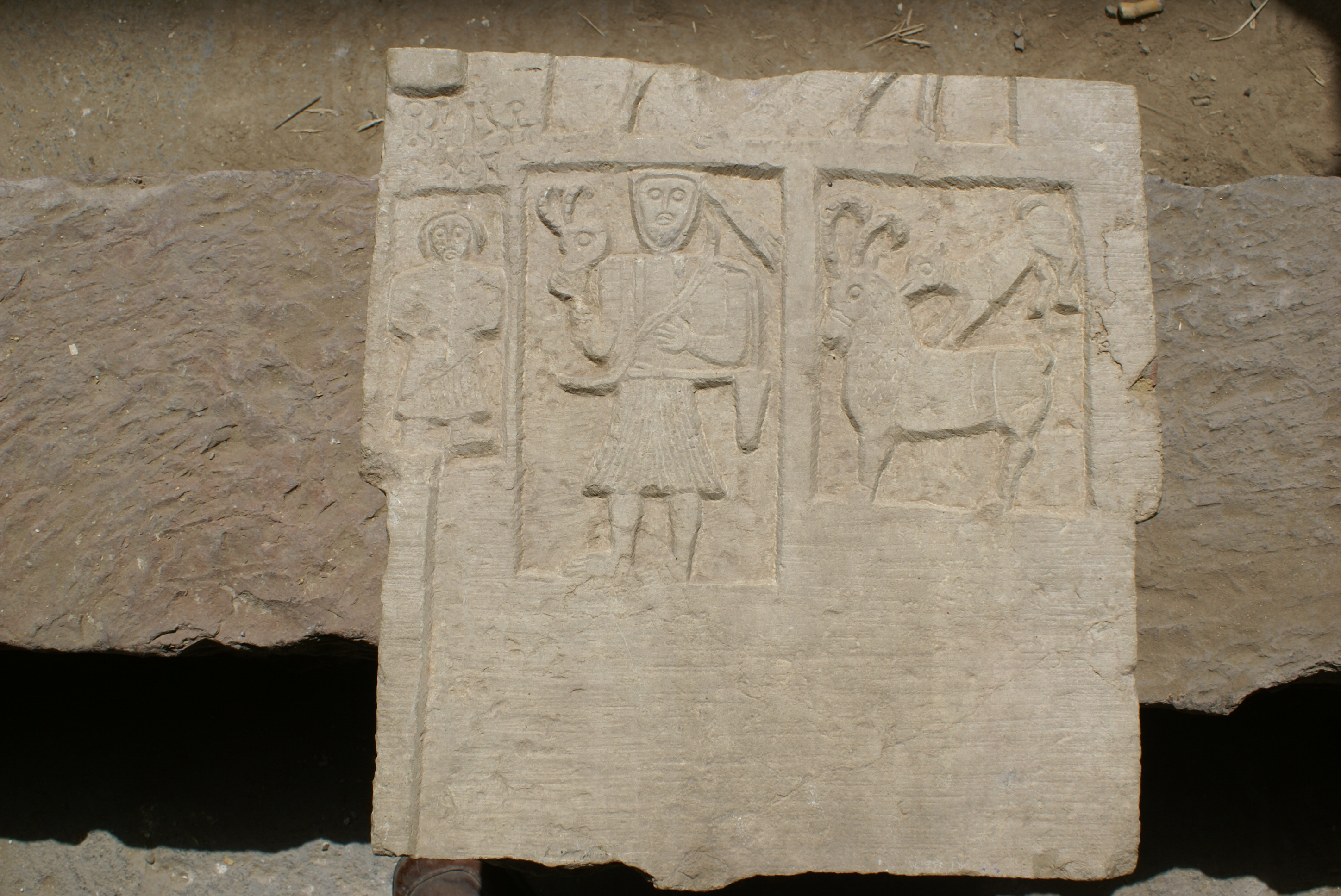
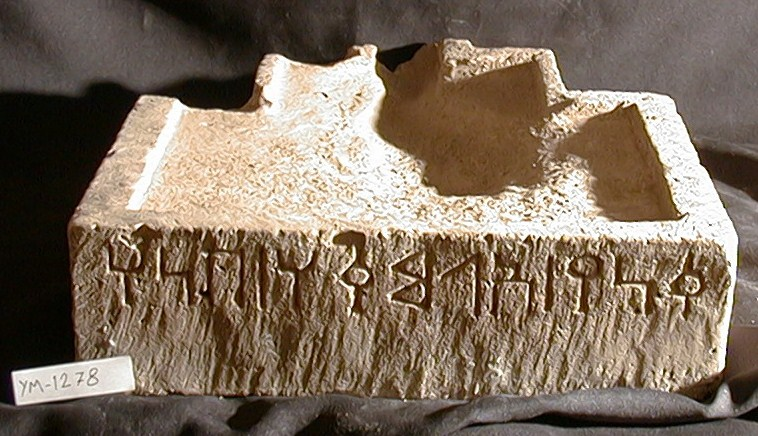
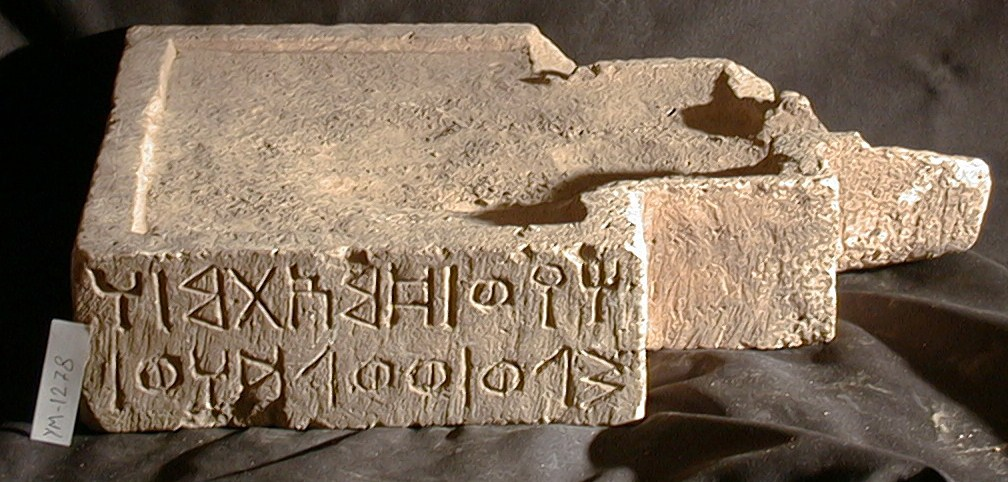